# Auxa dorsata
Auxa dorsata là một loài bọ cánh cứng trong họ Cerambycidae.